# Neolitsea velutina
Neolitsea velutina är en lagerväxtart som beskrevs av Wen Tsai Wang. Neolitsea velutina ingår i släktet Neolitsea och familjen lagerväxter. Inga underarter finns listade i Catalogue of Life.